# 生原昭宏
生原 昭宏（いくはら あきひろ、1937年1月20日 - 1992年10月26日）は、日本の野球関係者。メジャーリーグ球団職員。
日米間の野球交流発展に尽力し、親身になって野球留学生を世話するなどして、山本昌などを初め、多くの野球人に慕われた。
福岡県田川郡香春町出身。アイク生原の愛称・通称で知られる。

## 来歴・人物
福岡県立田川高校から早稲田大学へ進学し、野球部選手として活躍。1959年にはリッカーミシンに入社して社会人野球で活躍した。1961年には亜細亜大学硬式野球部監督（当時は東都大学リーグ3部）に就任し、1964年秋には同部を1部に昇格させるなど、アマチュア野球指導者として活動していた。
自身の指導法に疑問を抱き、野球を探求するため、1965年3月に当時読売ジャイアンツの顧問を務めていた鈴木惣太郎の紹介でアメリカ合衆国へ渡り、ウォルター・オマリー会長の指示を受けてロサンゼルス・ドジャース傘下のマイナーチームであるスポケーン・インディアンスで用具係になった。
渡米当初は英語が話せず、時には人種差別を受けることもあったが、靴磨きや洗濯を黙々とこなし、ドジャースでメジャー組織と球団経営を学んだ。やがてチームから信頼を得るとともに、早大の先輩である広岡達朗ら多くの日本人から頼られるようになり、鈴木からは「いくはら」の姓とアイゼンハワー元大統領の愛称にちなみ「アイク」と呼ばれるようになった。生原の没後、国際野球連盟 (IBA) 会長のロバート・E・スミスは「野球のオリンピック正式競技採用にアイクが果たした役割は大きい」と述べている。
1982年1月からはピーター・オマリー会長の補佐（国際担当）として、日米間の交流に尽くし、巨人や中日ドラゴンズのベロビーチでのキャンプを実現させたり、日米大学野球開催など、プロ・アマチュアを問わず日米野球交流に尽力した。
また、中国・ソビエト連邦など野球の国際的普及にも尽力したほか、1983年には前年シーズン途中に右肘を痛めて選手生命の危機に立たされていた村田兆治（ロッテオリオンズ）に整形外科医のフランク・ジョーブ博士を紹介。村田は同年8月24日にトミー・ジョン手術を受け、リハビリを経て復活した。
日本のプロ球団から送られてくる野球留学生の面倒を見るなど、アメリカにおける日本人選手の父親的存在として知られていた。ウォルターの息子であるピーター・オマリー（後のドジャース球団オーナー）とは長年行動をともにした。
1992年6月に長嶋一茂（ヤクルトスワローズ）を指導するために訪れたフロリダ州ベロビーチ（インディアンリバー郡）で腹部に異常を訴えて入院し、同月18日に日本で手術を受けた。7月16日にはアメリカに戻り、8月に再手術を受けたが、同年10月26日に病気療養中のセンチネラ病院で死去（55歳没／死因：胃癌）。
1998年にドジャースはオマリー家の家族経営から離れたが、生原はロサンゼルス郊外にあるオマリー家代々の墓の隣にある墓で眠っている。
日米の野球交流に多大な貢献をした功績が認められ、1992年10月31日には日本野球機構  から特別表彰を受けた。また、IBAは1993年に「アイク生原賞」を創設した。
2002年、特別表彰にて野球殿堂入りした。

## エピソード
1988年、山本昌は半年間にわたり生原の下で野球留学したが、生原は山本に対し練習・試合・食事も一緒に献身的に指導していたため、山本が「いつ寝ているのか」と疑問に思うほどであった。また、1990年1月（当時53歳）にはオーストラリア・ゴールドコーストで開かれた中日の自主トレーニングに臨時コーチとして参加していたが、その際にはパームメドウズ球場から宿舎のホテルまで十数キロメートル (km) の道のりを約1時間にわたり走って戻ったにも拘らず、全く息切れしておらず、選手やコーチたちが驚くほどだった。
肉を1切れ食べれば野菜をボウル1個分は食べたというほど健康に気を遣う人物でもあった。
アイクが身体に異常を覚えた際に指導していた長嶋一茂は「日本では教師からも腫物を触るように扱われていた自分を長嶋茂雄の息子ではなく長嶋一茂個人として初めて扱って指導してくれた人物」として感謝の念を表明している。

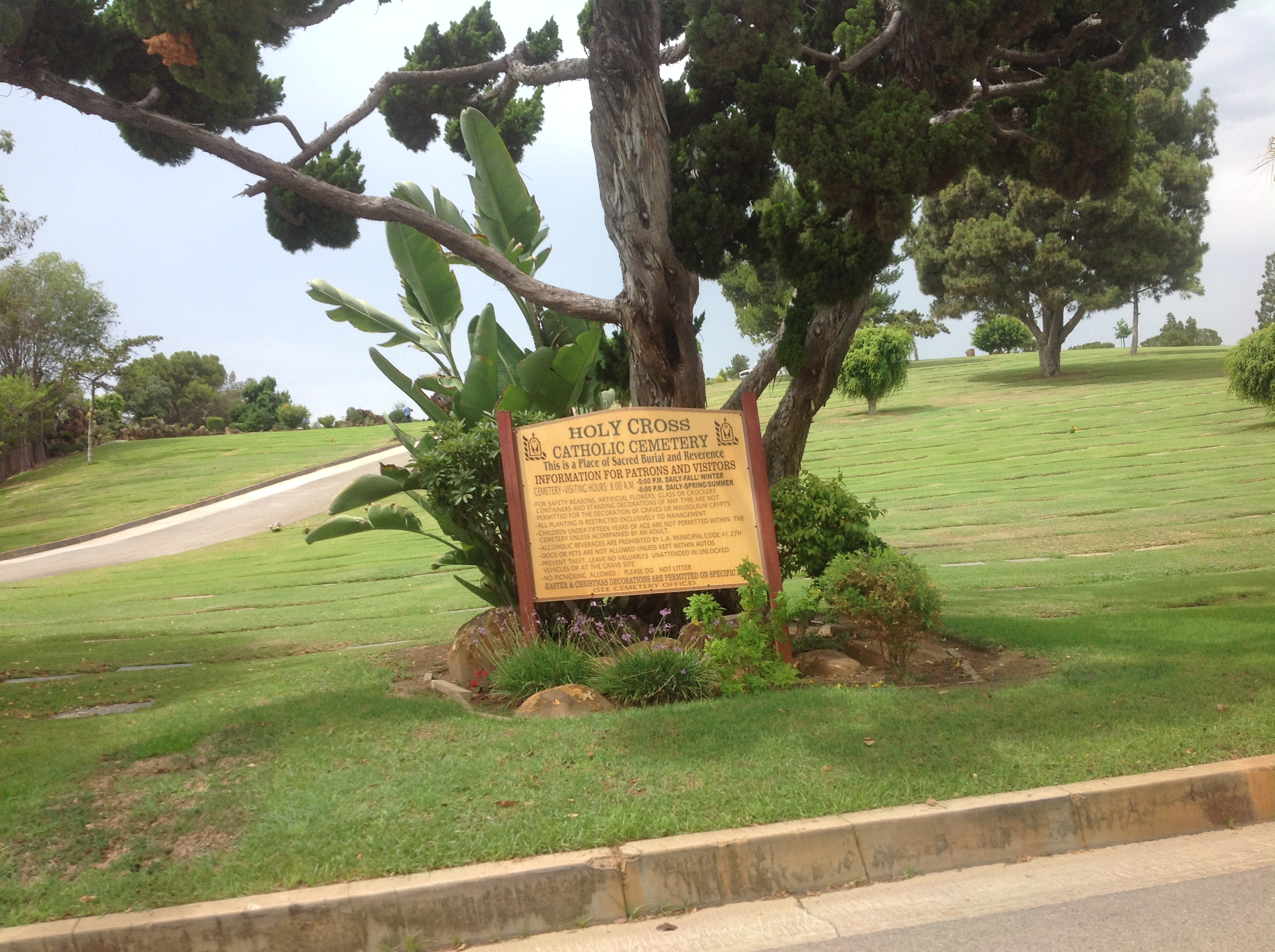
ikuhara at the cemetery
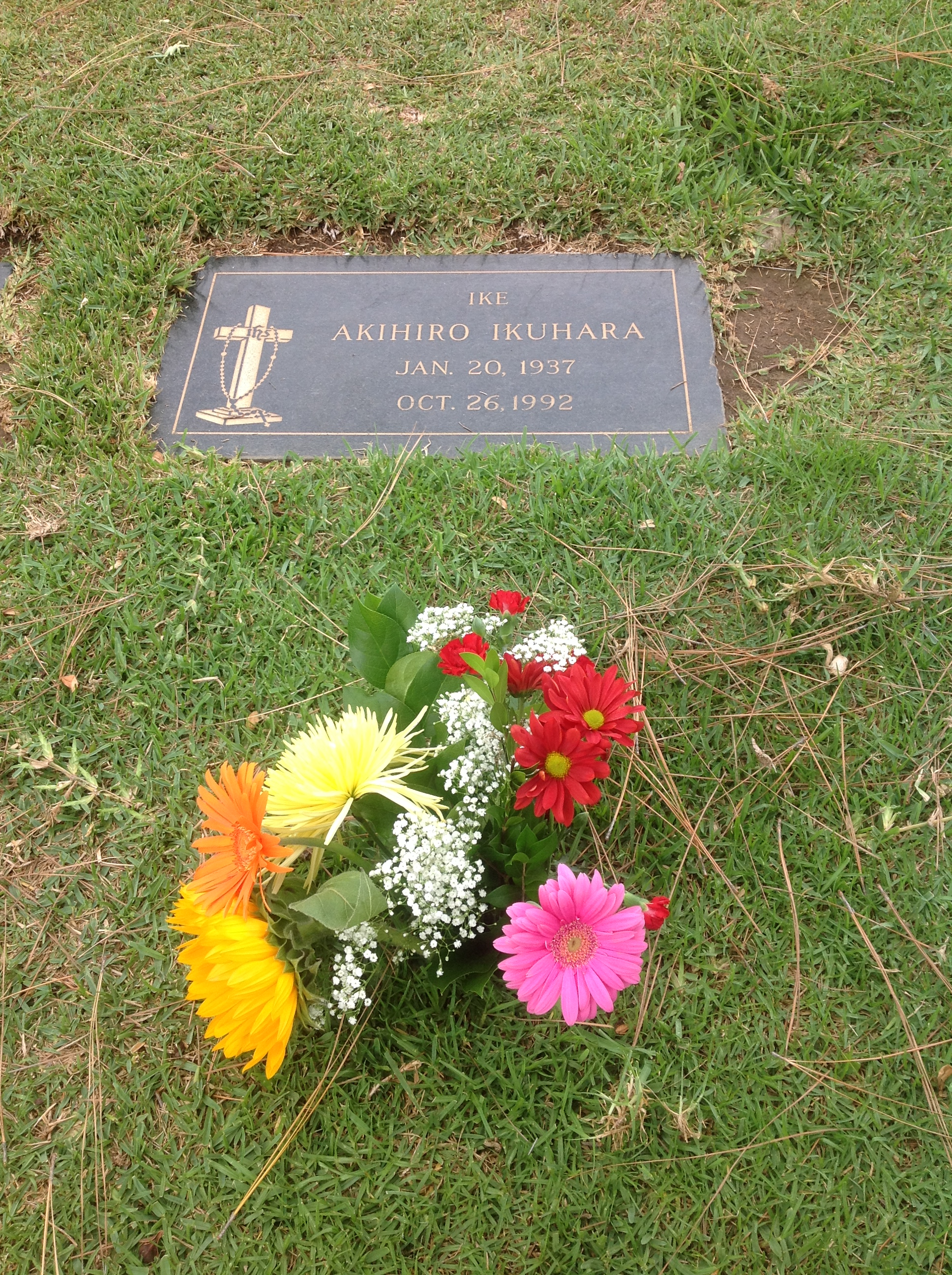
ikuhara
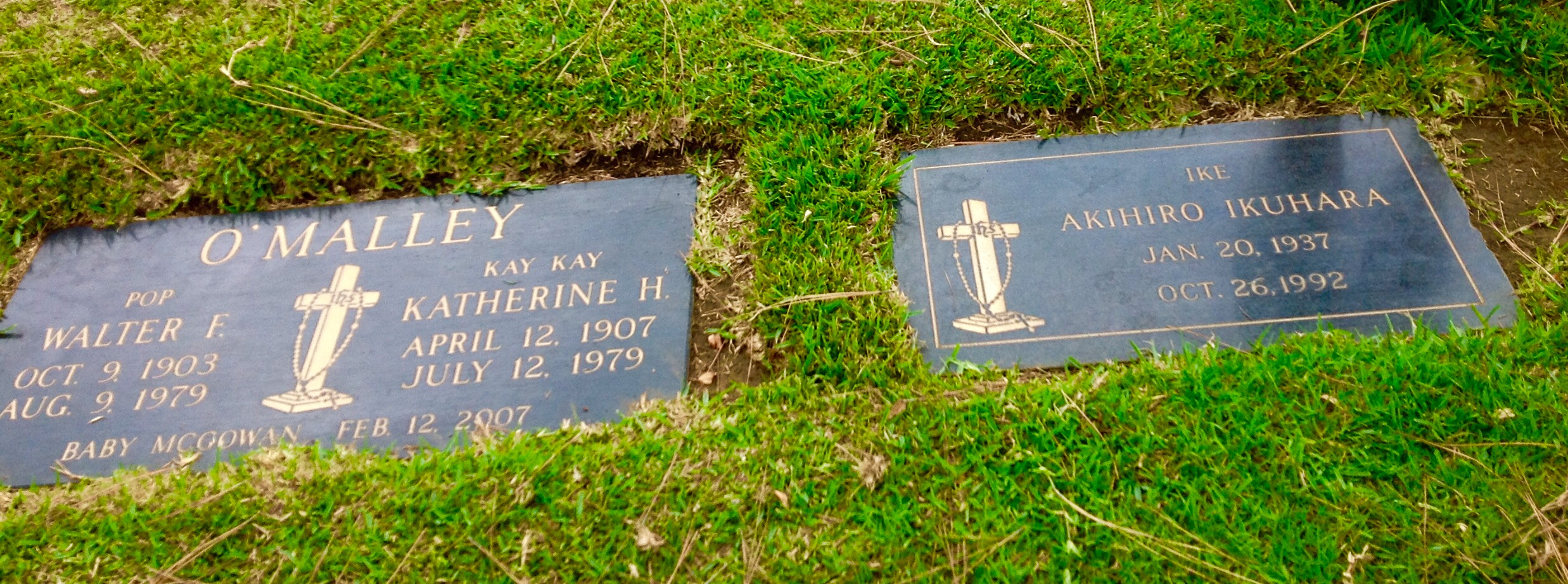
ikuhara & omalley

## 著書
- 競争に生き残る男 : 最強プロ集団が教える大リーグの熾烈な闘いで何が相手に差をつけるか（1984年、主婦と生活社、ISBN 978-4391107562）
- ドジャーウェイ : アメリカ大リーグの経営戦略（1985年、エイデル研究所、ISBN 978-4871680332）